# Sonic Flower Groove
Sonic Flower Groove — дебютный студийный альбом шотландского музыкального коллектива Primal Scream, выпущенный в 1987 году.

## Список композиций
1. «Gentle Tuesday» — 3:49
2. «Treasure Trip» — 3:15
3. «May the Sun Shine Bright for You» — 2:41
4. «Sonic Sister Love» — 2:36
5. «Silent Spring» — 3:52
6. «Imperial» — 3:38
7. «Love You» — 4:45
8. «Leaves» — 3:32
9. «Aftermath» — 2:47
10. «We Go Down Slowly Rising» — 3:23

## Участники записи
- Primal Scream:
  - Бобби Гиллеспи — вокал, тексты
  - Роберт Янг — бас-гитара
  - Эндрю Иннес — ритм-гитара
  - Мартин Даффи — пианино
  - Джим Битти — тексты
- Дэйв Морган — ударные
- Джим Навайо — соло-гитара
- Фрэнсис Свини — альт
- Пэт Коллайер — звукорежиссёр
- Майо Томпсон — продюсер